# 헌팅던

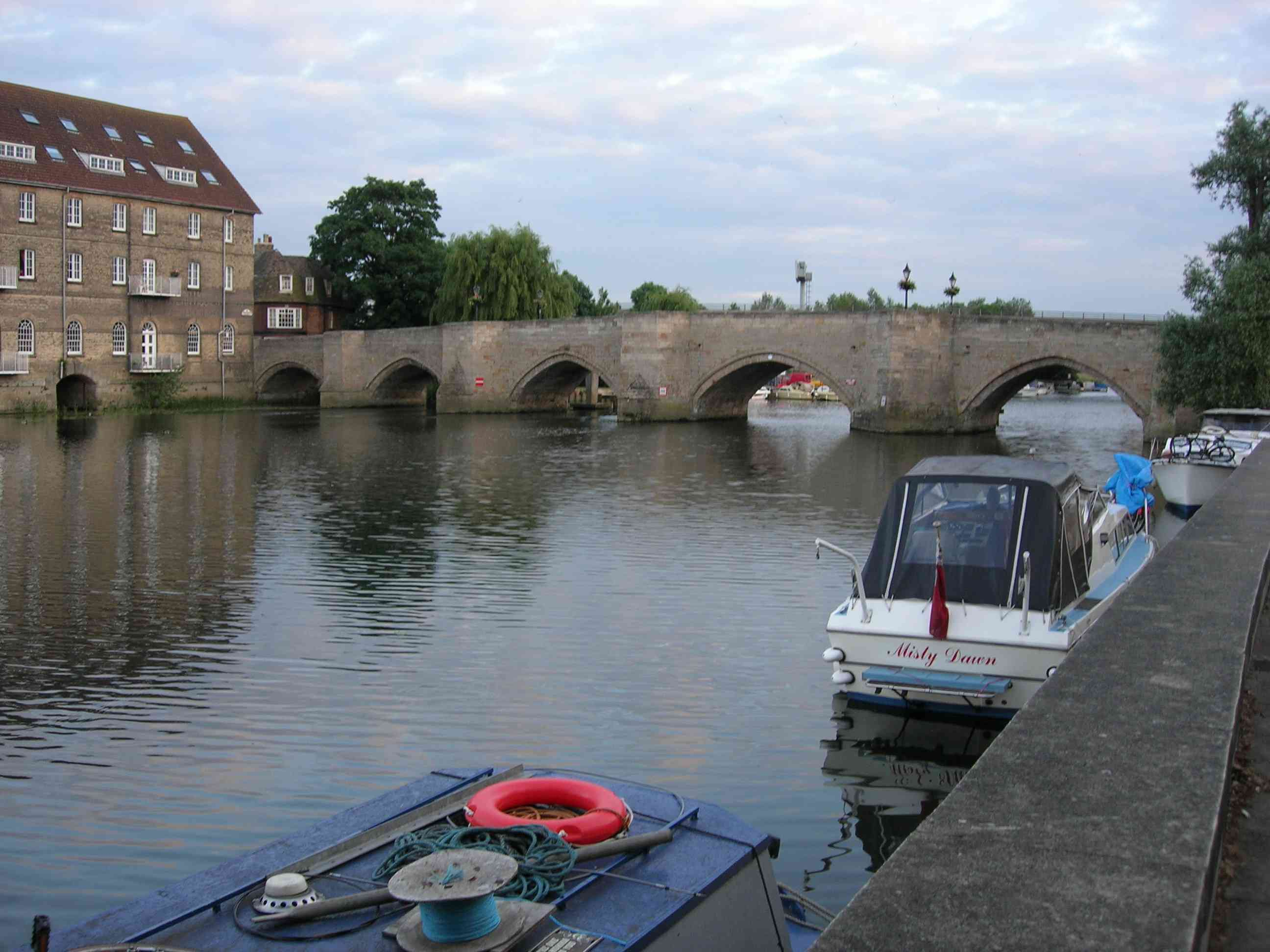
헌팅던

헌팅던(Huntingdon)은 잉글랜드 케임브리지셔주의 도시로, 인구는 19,830명이다. 헌팅던은 올리버 크롬웰의 고향이다.